# 장검의 밤

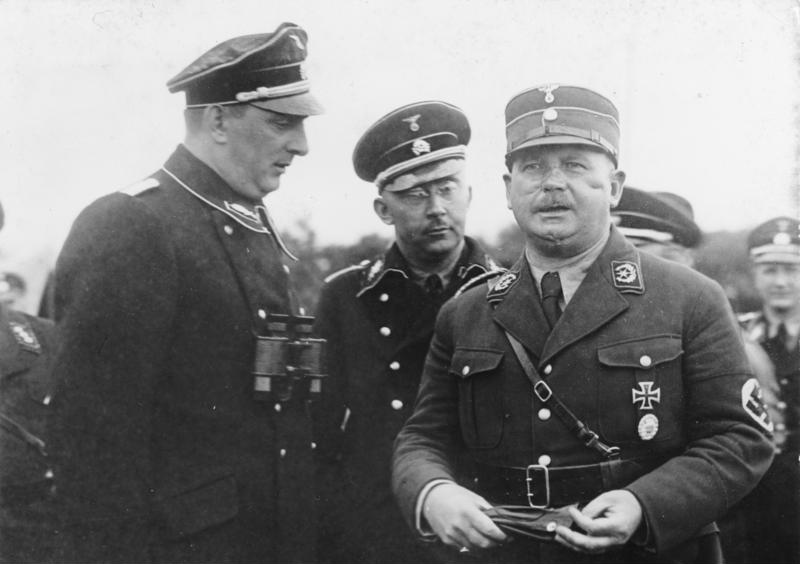
왼쪽부터 쿠르트 달루에게, 하인리히 히믈러, 에른스트 룀

장검의 밤(독일어: Nacht der langen Messer)은 1934년 6월 30일 일어난 나치당 내의 숙청 사건이다. 당시 나치 독일의 수상이었던 아돌프 히틀러는 자신의 권력 독점에 방해물로 떠오른 돌격대를 약화시키기 위하여 헤르만 괴링과 하인리히 히믈러 등에게 돌격대의 지도자인 에른스트 룀을 비롯한 주요 인사를 법적 근거 없이 처형하도록 지시하였다. 히틀러는 이들이 쿠데타를 기도하였다고 주장하였고, 나치 독일에서 이 사건은 "룀의 반란"으로 불렸다.
나치당은 거리에서 무질서한 폭력을 거리낌 없이 휘두르는 각종 사회적 불만 세력의 지지를 받으며 성장하였고 이 때문에 당 내부 역시 여러 분파들이 어지럽게 자리잡고 있었다. 특히 무솔리니의 검은셔츠단에서 영향을 받아 흔히 "갈색셔츠단"으로 불리던 나치 돌격대는 이런 시정잡배들이 대거 포진한 사적 무장 집단이었다. 히틀러는 이들의 선동과 폭력을 등에 없고 선거에서 승리하여 집권할 수 있었으나 막상 국가의 운영에는 걸림돌로 여기기 시작하였다.
국가의 법률적 체제에 의한 정식 군대는 독일 국가방위군이었지만 돌격대는 국가의 지휘 감독을 받지 않는 또 하나의 군대였다. 나치 집권 후 돌격대의 지도자 에른스트 룀이 돌격대가 국가방위군을 흡수하여 명실상부한 정식 독일군이 되어야 한다고 요구하자 정규군 군부는 불안과 우려에 빠졌다. 룀은 또한 부의 재분배를 위한 "2차 혁명"을 공공연히 주장하였다. 룀의 견해에 따르면 독일의 대통령 파울 폰 힌덴부르크가 히틀러를 수상으로 지명하여 나치당은 실질적 권력을 차지하였지만, 사회 변혁이라는 나치당의 궁극적 목표는 여전히 미완성이었다. 히틀러는 룀의 이러한 움직임을 부수상인 프란츠 폰 파펜에 접근하여 자신에게 대항하고자 한다고 판단하고 숙청을 결심하였다.
장검의 밤 사건은 명목상 돌격대 산하로 새롭게 조직되었으나 독자적 조직이었던 히믈러가 지휘하던 나치 친위대와 라인하르트 하이드리히가 지휘한 비밀 경찰인 게슈타포 등이 주도하였으며, 헤르만 괴링의 사조직이었던 괴링 경비대도 부분적으로 가담하였다. 숙청으로 암살된 사람들은 가장 널리 알려진 에른스트 룀을 포함하여 대부분 돌격대 소속이었고, 나치당의 한 축이었던 슈트라서주의의 지도자 그레고어 슈트라서, 전 수상 쿠르트 폰 슐라이허, 바이에른의 정치인 구스타프 리터 폰 카어와 같은 인물들이 포함되어 있었다. 이들은 한 때 히틀러의 열렬한 후원자이거나 동조자들이었으나 히틀러는 자신의 절대적인 권위에 반기를 들만한 당내 분파를 폭력적으로 정리하여 스스로의 권력을 강화하고자 하였다. 특히 나치 돌격대는 공공연히 폭력배와 같은 행태를 보이곤 하였기 때문에 독일 내에서도 불만이 많았고 히틀러는 이를 숙청 명분으로 삼았다. 또한 이 숙청을 기회로 보수적인 주요 정치인들도 함께 살해하였다.
장검의 밤 사건으로 최소 85명의 인물이 죽임을 당했고 이후에 이어진 처형 인원은 수백명에 달하여 많게는 7백 - 1천 명을 헤아린다. 체포되어 수감된 이들도 1천여 명이 넘었다. 이 사건으로 돌격대는 독자적 기능을 상실하였고 히틀러는 독일 내의 정규군과 준군사조직 모두를 직접 통제할 수 있게 되었다. 숙청 과정에서 일어난 처형은 아무런 법적 근거가 없었으나 히틀러는 사후에 이를 법적으로 정당화하여 절대적 권력을 확보할 수 있었다. 사건 이후인 7월 13일 개최된 독일 의회 연설에서 히틀러는 스스로를 독일 민중의 심판에 대한 최종 관리자로 선언하여 자신이 초법적 존재임을 과시하였다.

## 히틀러와 돌격대

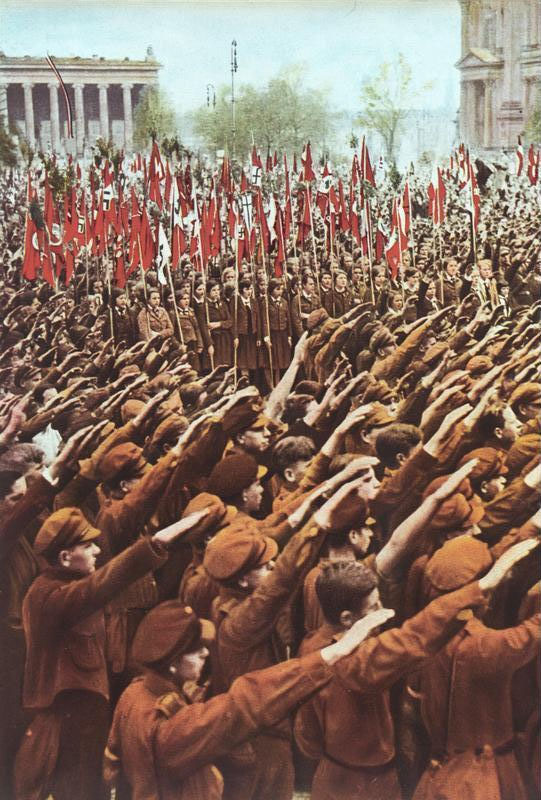
1933년 베를린에서 집회 중인 돌격대

제1차 세계 대전 말 독일은 사실상 무정부 상태에 빠져 극심한 혼란상을 보였다. 1918년 일어난 독일 11월 혁명에서 그나마 대중적 지지를 받고 있던 독일 사회민주당은 내전의 두려움 속에서 공산당 추진 세력과 결별하고 구 독일 제국의 관료 일부와 타협하여 바이마르 공화국을 수립하였다. 바이마르 공화국은 구 제국의 엘리트에서 부터 중산층과 노동계급까지의 요구를 적절히 수용하고자 노력하였으나 베르사이유 조약이후 독일에 부가된 전쟁배상금 문제와 극심한 인플레이션으로 인한 경제 문제 때문에 사회적 혼란은 계속되었다.
사회적 혼란과 경기 침체에 따른 고통은 극단적 주장이 대중의 지지를 받는 토양이 되었다. 한편에서는 로자 룩셈부르크와 같은 좌파 정치 세력이 스파르타쿠스 동맹을 결성하며 공산주의 혁명을 시도하였고 반대편에서는 구스타프 노스케와 같은 인물들이 극우 세력의 지지를 얻으며 자유군단을 결성하여 백색테러를 자행하였다.
나치당 역시 이러한 사회 분열 속에서 시작된 극우 정치 집단이었다. 1919년 베르사이유 조약의 반대를 내걸고 결집한 나치당은 군소 정당에 불과하였으나 1920년대 자유군단을 나치 돌격대로 편입시키고 여러 극우 세력의 결집을 이끌어 내며 점차 대중의 지지를 늘려가고 있었다. 그러나 1928년 독일 국가의회 선거에서 나치당은 12석의 의석만을 확보하여 3%에도 미치지 못하는 세력을 보일 뿐이었다.
1930년대 초 대공황이 세계 경제를 강타하자 독일은 심각한 위기를 맞게 되었고 이는 나치당이 부상하는 계기가 되었다. 1930년 독일 국가의회 선거에서 나치당은 18%의 지지를 얻으며 급부상하였고 다른 정치 세력이 이를 적절히 견제하지 못하는 상황에서 나치당의 약진은 계속되었다. 바이마르 공화국은 좌우의 극한 대립 속에서 어느 한 세력도 과반 이상의 지지를 받지 못하여 내각 붕괴와 총선이 반복되었다. 1930년 총선으로 세워진 내각 역시 오래 가지 못하였고 이후 1932년 7월에도 다시 총선이 치러졌으나 내각을 구성하지 못하여 또 다시 1932년 11월 독일 국가의회 선거가 치러지게 되었다. 1932년 11월 선거에서 나치당은 국가의회의 총 584석의 의석 중 196석을 확보하여 제1당이 되었지만 여전히 과반을 확보하지 못하였다.
바이마르 공화국의 헌법은 이원정부제를 택하고 있어 군사와 외교 및 비상시의 대권은 대통령에게 있었으나 그외의 행정은 의원내각제에 따라 수상이 내각을 구성하도록 되어 있었다. 1933년 1월 30일 독일 대통령 파울 폰 힌덴부르크는 의회 제1당의 당수인 히틀러를 수상으로 지명하였고 이로서 아돌프 히틀러의 권력 장악은 새로운 국면을 맞이하게 되었다.  이원정부제의 특성상 비상 사태 등에 대한 통제권은 여전히 힌덴부르크 대통령에게 있었고 퇴역 육군원수들을 비롯한 독일 군부의 대다수도 힌덴부르크를 지지하는 상황이었다. 독일군은 징병제로서 운영되었기 때문에 많은 젊은 장교들이 나치당에 동조하는 상황이었음에도 제도적으로 독립적 위치를 지킬 수 있었다. 또한 외교 정책 역시 대통령의 권한이었다. 따라서 히틀러는 정부를 총괄하였으나 아직은 국가 자체를 장악하지는 못하였다. 행정력을 장악할 수 있게 된 히틀러는 사회 전반을 통제하는 글라이히샬퉁 정책을 통하여 국가의 나치화를 추진하였다. 나치는 경쟁 정당을 불법화 하는 수법을 통해 탄압하였고 1933년 중반이 되면 독일은 사실상 일당독재 국가가 되고 만다.
나치즘은 외국인 혐오와 인종 차별, 반공주의와 같은 주로 극우적 주장에 기댄 정치집단이었지만 다양한 불만 세력이 결합한 상태였기 때문에 정치와 경제 정책 면에서 통일된 기조를 형성하고 있지는 않았다. 나치당의 성장에 상당한 역할을 하였던 돌격대는 제1차 세계 대전의 패전 이후 형성된 민병대인 자유군단의 일부를 기반으로 하여 시작되었고, 이러한 기원으로 인해 나치당 내부에서 자율성을 인정받는 준군사조직으로 성장하였다. 패전 이후 분노에 쌓여 있는 참전 군인과 여러 사회 불만 세력들이 모며 들어 돌격대가 되었는데 이들 가운데 상당수는 극좌적인 성향을 보이는 슈트라서주의에 경도되어 있었다. 이들은 독일의 패전이 내부의 적들 때문이라는 음모론인 배후중상설을 믿었고 바이마르 공화국을 수립시킨 독일 11월 혁명 역시 이들 내부의 적이 주도하였다고 보아 새 공화국에 적대적이었다. 1920년대부터 바이에른 자유군단의 지도자였던 에른스트 룀은 돌격대를 기관총으로 중무장 시켜 "바이에른의 기관총 왕"이라 불리며 돌격대의 최고 지도자로 성장하였다.
히틀러는 돌격대를 적대 세력에 대한 린치와 무력 시위 등에 활용하였다. 돌격대는 나치당의 사적 군대로서 정적 탄압에 동원되었다. 특히 독일 사회민주당과 독일 공산당이 이들의 주요 표적이었다. 이들은 아무런 법적 근거 없이 길거리에서 폭력을 행사하였다. 돌격대는 길거리의 무법자와 다름이 없었다. 이들의 "거리 전투"로 바이마르 공화국의 법치 질서는 크게 약화되었고 좌우의 충돌 역시 격화되었다. 1932년 6월부터 수 개월간 4백여 건의 폭력 사태로 최소 82명이 숨지는 일이 발생하였다.
수상이 된 히틀러는 나치당을 제외한 모든 정당의 활동을 탄압하며 정치 활동을 억제 시켰지만 "스톰트루퍼"로 불리던 돌격대의 폭력은 그치지 않았다. 이들은 술에 취한 채 거리를 배회하다 공산당원으로 지목된 사람에게 린치를 가하기 일쑤였다. 경찰이 이들의 행위를 저지하면 돌격대는 경찰마저 폭행하였다. 1933년 중반이 되자 도를 넘은 돌격대의 거리 폭력에 대한 불만이 팽배하였다. 심지어 연방 외교부마저 돌격대가 외국인을 무차별 폭행하고 있다고 공식적인 문제 제기를 할 정도였다.
1933년 7월 3일 나치 고위 간부 회합에서 히틀러는 나치즘의 권력 장악 성공을 선언하고 이제는 권력 유지를 위한 통제가 필요한 때라 역설하면서, "혁명의 물줄기는 가로막을 수 없지만 면밀히 준비된 운하를 통해 흐르도록 진화해야 할 것"이라 말하였다.
히틀러의 이러한 발언은 종종 당의 통제에서 벗어나는 돌격대를 염두에 둔 것이었지만 1930년대 초 많은 지지자들이 몰려들며 나치당 성장을 견인하였던 돌격대를 곧바로 내칠 수는 없었다. 대공황에 따른 경기 침체로 치솟는 실업률은 외국과의 무역으로 독일이 큰 손해를 감수하게 되었다는 인식의 확산으로 이어졌고 나치즘은 이를 선동하며 전통적으로 사회주의를 지지하던 노동계급 마저 나치의 추종자로 전환시킬 수 있었다. 이들의 상당수가 돌격대에 가입하여 나치즘에 합류하였기 때문에 돌격대는 나치의 정식 명칭인 "국가사회주의"에서 "국가"보다 "사회주의"적인 성향이 강한 그룹을 형성하면서 급진적 경제 개혁을 주장하였다. 그러나 나치 지도부는 그러한 급진 정책을 취할 의사가 없었다.
이제 돌격대는 무질서한 폭력 행사로 인한 치안 문제의 원인일 뿐만 아니라 그레고어 슈트라서의 후원을 받으며 히틀러의 정책에 도전하는 당내 분파로 성장하고 있었고, 이들의 지도자인 에른스트 룀이 독일 정규군을 돌격대가 흡수하여야 한다고 주장하자 군사력 통제의 문제까지 겹치게 되었다.

## 정규군과 돌격대의 갈등

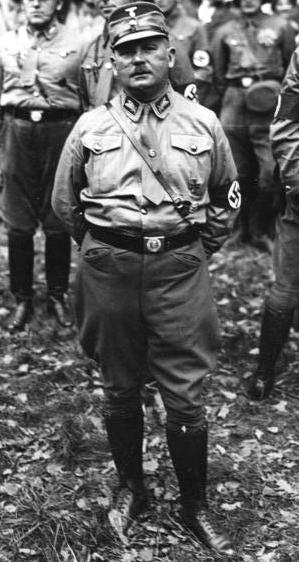
1931년 무렵의 에른스트 룀

돌격대의 지도자 에른스트 룀은 "독일 혁명의 지속"을 가장 강력히 주장하는 인물 가운데 하나였고 뮌헨 폭동의 주동자 가운데 하나로 나치당 내에서 영향력을 발휘하고 있던 에드문트 하이네스와 같은 인물들도 이를 지지하였다. 룀은 나치가 독일에 사회주의 개혁을 완수할 것이라고 굳게 믿었으며 폭력으로서 정치적 결론을 낼 수 있다고 생각하였다.
룀은 베르너 폰 블롬베르크를 대신하여 자신을 국방부 장관으로 임명해 달라고 히틀러에게 로비하였다. 일각에서 "고무 사자"라는 조롱을 받던 블롬베르크는 히틀러 정부에 가담하기는 하였으나 나치는 아니었고 그러한 위치 때문에 나치당과 군을 연결하는 가교 역할을 하였다. 블롬베르크를 비롯한 독일 국가방위군의 고위 장교 대다수는 프로이센의 융커 출신이었고 돌격대를 어중이 떠중이인 플레브스들이 모인 오합지졸로 보았다. 반면 돌격대가 보기에 정규군 고위 장교들은 너무 늙어 쓸모없는 무리에 불과하였다.
룀은 나치가 집권한 마당에 군사 조직이 이원화 될 필요는 사라졌고 자신이 정규군과 돌격대 둘을 다 지휘하는 것이 합리적이라고 주장하였다. 징병제에 기반한 정규군은 베르사이유 조약에 의해 감시 받으며 규모에 제약이 있는 반면 돌격대는 점차 규모를 키워 수십만 명의 대원을 거느리고 있었다. 1934년 1월 룀은 블롬베르크에게 돌격대가 정규군을 흡수하고 신병을 훈련하도록 하는 각서를 요구하였다.
히틀러는 룀이 군사를 장악하려는 시도를 정치적 위협으로 받아들였다. 1934년 2월 히틀러는 돌격대 산하에 별도의 친위대를 구성하여 룀의 지휘권을 일부 와해시키는 한편 룀에게도 정규군에 대한 욕심을 거두도록 못박았다. 룀은 이러한 조치에 따르는 서류에 서명하면서도 이 조치가 터무니 없는 일이라 주장하였다. 돌격대와 정규군 사이의 갈등이 해소되지 않는 가운데 룀이 자신의 지시에 반항하는 모습이 계속되자 히틀러는 당장엔 아무런 조치를 취하지 않았지만 룀의 제거를 마음먹게 된다.

## 반돌격대 정서의 성장
히틀러의 지시에 따른 뒤로도 룀은 돌격대가 새로운 독일군의 중추가 되어야 한다는 생각을 멈추지 않았다. 1934년 초 룀의 이러한 생각은 정규군을 확대하려는 히틀러의 계획과 정면 충돌하게 되었다. 정규군 확대 개편 계획 어디에도 돌격대의 지위에 대한 사항이 포함되지 않자 룀은 히틀러에게 따지듯 설명을 요구하였고, 히틀러는 자신의 권위에 도전하는 룀을 불안하게 바라보게 되었다. 여기에 더해 나치당의 내부에서 히틀러에 충성하던 프로이센 자유주의 헤르만 괴링, 대중계몽선전국가부의 요제프 괴벨스, SS전국지도자인 하인리히 히믈러, 그리고 히틀러의 비서였던 루돌프 헤스 등이 룀과 대척점에 서게 되었다. 이들 모두는 나치당의 초창기부터 함께한 주도 세력이었으나 다른 이들이 모두 히틀러의 지휘권 아래로 들어간 뒤로도 오직 룀만이 독립적 권한을 유지하고 있었다. 특히 프로이센 내에서 벌어지는 돌격대의 횡포는 괴링의 골칫거리였다.
1934년 초 룀이 직전의 수상인 쿠르트 폰 슐라이허의 정치 활동 재개를 지지하면서 히틀러와 룀의 사이는 돌이킬 수 없는 것이 되었다. 슐라이허는 히틀러의 내각을 비판하면서 페르디난트 폰 브레도우, 베르너 폰 알벤슬레번과 같은 반히틀러 세력을 규합하였고, 내각에도 손을 벌려 당시 외교부 장관이던 하인리히 브뤼닝, 국가경제부 장관 그레고어 슈트라서 등과도 연락을 취하여 히틀러 내각의 붕괴를 꾀했다. 슐라이허는 룀에게도 국방부 장관을 제의하며 회유에 나섰다. 영국의 사학자이자 슐라이허 그룹을 잘 알았던 존 휠러 베닛은 슐라이허가 "부주의하게" 당장 손을 뻗칠 수만 있다면 누구라도 내각의 장관을 제안하며 포섭하고자 시도하여 자신의 의도를 고스란히 노출시켰고 그로인해 "테러"에 희생될 명단을 히틀러에게 쥐어준 꼴이라고 평하였다.  1934년 당시 슐라이허는 사실 별다른 영향력을 발휘할 수 없는 처지였지만 룀에게는 자신이 다시 권력의 핵심에 들어설 기회로 보였다.

프란츠 폰 파펜

1934년 4월 20일 괴링은 룀에게는 알리지 않은 채 프로이센 게슈타포의 지휘권을 자신이 신뢰할 수 있는 히믈러에게 돌렸다. 히믈러는 라인하르트 하이드리히를 부관으로 지명하고 4월 22일 게슈타포로 향했다. 히믈러는 평소 돌격대가 지닌 자율권을 부러워하였고 이제 친위대를 돌격대에서 분리하여 자신이 지휘권을 갖는 자율적 조직으로 재구성할 기회를 잡았다. 그는 친위대를 오직 히틀러와 자신에게만 충성하는 조직으로 재구성하고자 하였다. 이로서 괴링과 히믈러는 자신들의 최대 정적인 룀을 "청산"할 수 있는 기반을 마련하였다. 5월 말 전직 수상인 브뢰닝과 슐라이허는 국방군 내의 "친구"로부터 직면한 위험에 대한 경고를 받았다. 브뢰닝이 이를 심각하게 여기고 네덜란드로 피신하는 사이 슐라이허는 좋지 않은 농담 정도로 가볍게 여기고 만다. 그러는 사이 6월이 되자 히틀러는 모든 것을 실행할 준비를 완료하였다.
히틀러는 돌격대를 약화시키기 위해 군과 산업, 정치의 영역에서 돌격대의 영향력을 제거하였다. 그러나 표면적으로는 룀에 대해 별다른 조치가 없었고, 룀의 동성애 성향이 폭로된 룀 스캔들도 넘긴 채 6월 15일 무솔리니를 만나기 위해 베니스로 출국하였다. 히틀러를 만난 자리에서 무솔리니는 돌격대가 나치 독일의 명성에 먹칠을 하고 있다고 언급하는데, 이는 히틀러도 알지 못하게 독일의 외교 차관 콘스탄틴 폰 노이라트가 이탈리아 주재 독일 대사 오토 마이스너에게 지시하여 무솔리니에게 협조를 구한 것이었다. 무솔리니는 히틀러의 자존심을 긁는 이러한 전략을 흔쾌히 수락하였다.
1934년 6월 17일 독일 부수상 프란츠 폰 파펜은 마르부르크 대학교에서 나치 집권의 실상을 고발하며 "2차 혁명"을 경고하는 마르부르크 연설을 하였다. 독일에서는 소수파인 가톨릭 귀족 출신이었던 그는 돌격대의 폭력에 의한 공포정치를 끝내야 하며 그렇지 못한다면 히틀러도 수장직을 사임해야 한다고 주장하였다. 파펜의 연설은 히틀러에게는 또 다른 정치적 위기가 되었고 돌격대는 어떻게든 처리해야할 문제가 되었다.

## 하이드리히와 히믈러

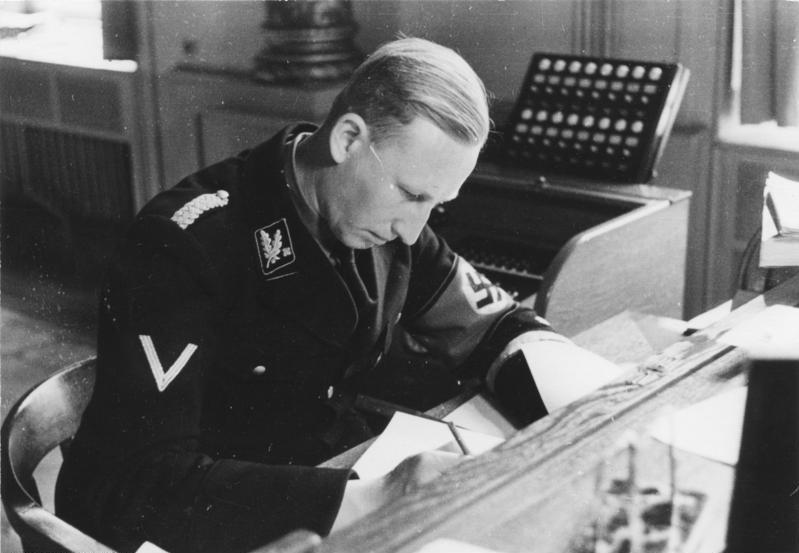
1934년 무렵의 라인하르트 하이드리히

돌격대의 횡포에 대한 보수층의 불만은 점차 커져갔고 대통령 힌덴부르크는 자신의 고향 누데크로 히틀러를 불러들여 룀과 "갈색 셔츠단"을 통제하지 않으면 국방군을 통해 계엄령을 선포할 것이라 압박하였다. 그러나 히틀러는 룀에 대한 처분을 몇달간 주저하였다. 룀의 휘하에 수십만 명의 돌격대원이 있다는 점이 현실적인 문제였지만, 힌덴부르크가 게엄령을 발동할 경우 나치의 독일 지배는 물거품이 될 수 있다는 점 또한 히틀러가 당면한 위기였다. 누데크를 떠나면서 히틀러는 골칫거리가 되어버린 룀과 자신 보나 높은 권좌에 앉아 있는 오랜 정적을 둘 다 쓸어버리기로 결심하였다. 히틀러는 돌격대에서 독립한 친위대의 지휘권을 히믈러에게 주어 룀의 처단을 지시하였고, 정적들에 대해서는 훗날 정규군의 지휘권을 장악할 괴링에게 맡겼다.
히믈러와 하이드리히는 숙청을 위해 룀이 1천2백만 마르크(2025년 가치 환산 약 2천 9백만 유로)를 프랑스로부터 받았다는 증거를 조작하였다. 6울 24일 친위대는 룀이 돌격대를 동원하여 쿠데타를 일으키려 했다고 보고하였다. 이로서 명분을 확보한 히틀러는 괴링, 히믈러, 하이드리히와 빅토르 루츠에게 숙청을 명령하였다. 6월 25일 독일 국방군의 베르너 폰 프리취 장군은 전군 최고 경계 태세를 발령하였다. 6월 27일 On 27 히틀러는 정규군의 안보 협력을 얻어 내고 블롬베르크와 나치당의 정규군 연락책인 발터 폰 라이헤나우을 통해 룀을 독일군 장교 명단에서 제명하였다. 6월 28일 히틀러는 요제프 테르보펜의 결혼식을 축하하기 위해 에센을 방문하면서 룀의 부관에게 6월 30일 11시까지 돌격대 지휘부를 바트 비세에 소집하도록 지시하였다. 6월 29일 브롬베르크는 《푈키셔 베오바흐터》에 실은 기명 기고문을 통해 국방군이 히틀러 편에 서야한다고 역설하였다. 

## 숙청

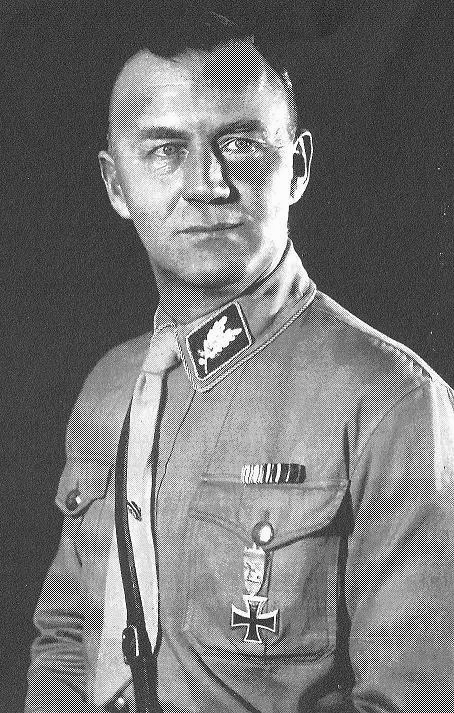
1930년 무렵 촬영한 아우구스트 슈나이트후버

1934년 6월 30일 새벽 4시 30분 히틀러는 수행원들과 뮌헨 공항에 도착하였다. 바이에른주 내무부로 향한 이들은 돌격대 지휘부를 급습하여 장악하였다. 히틀러는 뮌헨 경찰청장을 겸하고 있던 돌격대 지휘관 슈나이트후버의 제복에서 계급장을 직접 때어내며 배반자라고 윽박질렀다. 슈나이트후버는 결국 이날 늦게 처형되었다. 돌격대원들이 정신을 차리지 못하고 체포되는 사이 히틀러는 대규모 친위대를 소집하고 경찰청을 통제하였고 에른스트 룀과 수하들이 머물러 있던 바트 비세의 한젤바우어 호텔로 향했다.
새벽 6시에서 7시 사이 히틀러가 바트 비세에 도착하였을 때 돌격대 지휘부는 여전히 잠을 자고 있었다. 친위대 병력들은 호텔을 기습하고 룀을 비롯한 돌격대 지휘부를 체포하였다. 친위대는 브레슬라우의 돌격대 지도자 에드문트 하이네스가 신원미상의 열여덟살 소년과 한 침대에 있는 것을 발견하고 끌어내었고 히틀러는 둘 모두 총살하라고 지시하였다. 괴벨스는 돌격대 지휘부의 동성애 성향을 도덕적 타락으로 몰아 숙청의 명분으로 삼았다. 그 사이 히틀러의 소집 명령에 따라 뒤늦게 기차를 타고 호텔에 들어선 돌격대의 다른 지도자들도 도착하는 대로 모두 체포되었다.
룀이 실제 히틀러의 권력을 전복하고자 하였다는 증거는 없었지만 히틀러는 자신의 권위가 도전받았다는 것만으로도 돌격대의 지휘부를 궤멸시키고자 하였다. 뮌헨의 나치당 본부로 돌아온 히틀러는 군중 집회를 지시하고 "사상 최악의 반란"이 있었고 불복종에 대한 본보기와 내부의 병적 요인의 제거를 위해 숙청을 단행하였다고 선포하였다. 군중 내에는 심지어 상당수의 돌격대원이 있었지만 모든 군중은 하나 같이 히틀러를 따라 "반역자"를 처단하라고 외쳤다. 숙청의 마무리는 조제프 괴벨스가 맡았다. 오전 10시 괴벨스는 괴링에게 전화하여 사전에 지명한 명단에 오른 인물들의 암살을 지시하였다. 제프 디트리히는 경호친위대에서 발탁한 "처형 부대"를 앞세워 돌격대 지도자들이 수감되어 있던 스타엘하임 교도소로 향했다. 디트리히는 그곳에서 돌격대 장군 다섯 명과 대령 한 명을 총살하였다. 이후 베를린의 리히터펠트로 향한 디트리히는 그곳에서 "1분 재판"을 거쳐 돌격대 지휘관을 처형하였다.

### 정적 제거

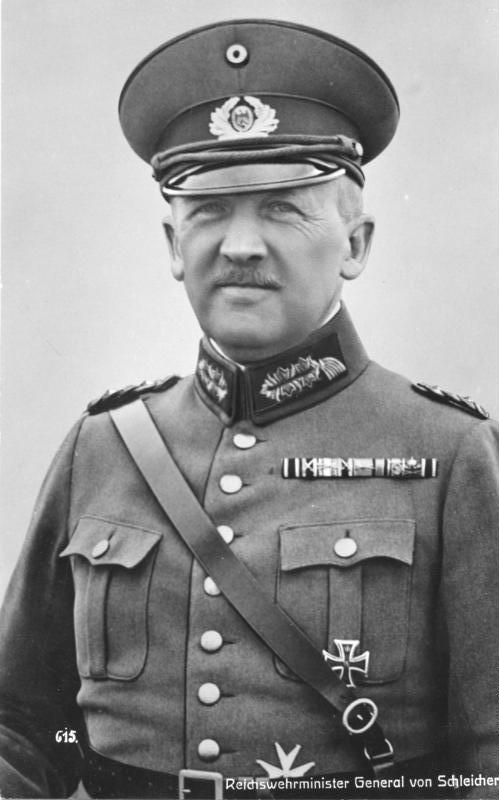
1932년 무렵의 쿠르트 폰 슐라이허

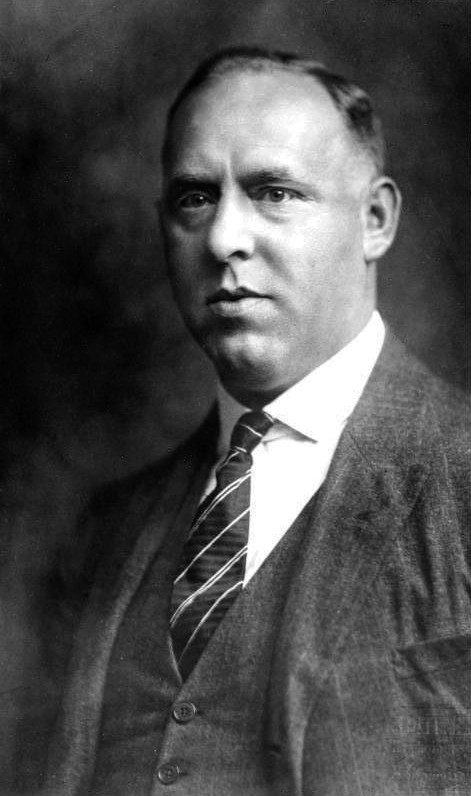
1928년 무렵의 그레고어 슈트라서

히틀러는 돌격대 숙청으로 이 사건을 마무리 지을 생각이 없었다. 그는 이 참에 독일 정계의 보수당과 나치당 내부에서 자신과 대립하는 분파들까지 모두 제거하고자 하였다. 나치당의 부상 과정에서 히틀러는 사회민주주의나 공산주의와 같은 좌파 세력에 대한 척결을 내세우며 보수 세력의 협력을 구하고 있었지만 이들 역시 자신의 권력을 제약하는 오래된 정적으로 여겼다. 히틀러에게 돌격대 숙청의 명분을 제공한 부수상 페펜 역시 나치당과 자신의 권력에 반대하는 정적일 뿐이었다. 베를린에서 괴링은 독자적으로 게슈타포와 무장 친위대를 움직여 부수상 사무실을 급습하였고 이 과정에서 페펜의 공보관 헤르베르트 폰 보제가 총격에 사망하였다. 게슈타포는 부수상 사무실의 여러 명을 죽이거나 강제 구금하였다. 페펜의 측근이었던 가톨릭게 정치인 에리히 클라우제너 역시 게슈타포에 의해 살해되었다. 페펜 본인은 부수상이라는 지위 때문에 죽음을 모면할 수 있었지만, 부수상의 지위를 사임하고 오스트리아 주재 대사로 임명되어 사실상 추방되었다.
히틀러와 히믈러는 전 수상 쿠르트 폰 슐라이허 내외를 자택에서 살해하였고, 나치당 내 좌파적 분파였던 슈트라서주의의 지도자 그레고어 슈트라서, 우파 정치으로서 뮌헨 폭동 당시 히틀러를 옹호하였던 구스타프 리터 폰 카어 역시 살해되었다. 《뮌헤너 뉴스테 나흐리히텐》(독일어: Münchner Neuste Nachrichten, 뮌헨 신보)의 음악 평론가 빌리 슈미트는 게슈타포가 비슷한 이름의 다른 정치인과 혼동하는 바람에 살해되었다. 훗날 히믈러의 부관이었던 카를 볼프는 친위대 대원들이 개인적 친분도 무시하고 명령을 수행하였다고 진술하였다. 그는 룀의 부관을 개인적으로 알고 있었고 자신이 히믈러의 부관이었던 것과 같은 위치에 있었을 뿐이라는 점 때문에 친구로 지냈으나 장검의 밤 숙청에서는 가차 없이 처형하였다고 말했다.
몇몇 돌격대원들은 죽으면서도 "하일 히틀러"를 외쳤는데 돌격대원들은 이 갑작스러운 습격을 친위대 일부가 히틀러에 반하여 반란을 일으킨 것으로 여겼기 때문이다. 나치즘의 부상 과정에서 사회민주당과 함께 나치당을 반대하였던 가톨릭계의 독일 중앙당 역시 이 과정에서 많은 수가 살해되었다. 독일 중앙당은 1933년 전권 위임법에 찬성하여 나치에 협조하는 태도로 돌아섰으나 히틀러는 오랫동안 그를 반대해 온 정적에게 자비를 배풀 생각이 없었다.
룀의 편에 섰던 쿠르트 뤼데케는 체포되어 수용소로 보내졌으나 8개월 뒤 탈출하였다. 미국으로 망명한 뤼데케는 1937년 《나는 히틀러를 알았다: 피의 숙청에서 탈출한 나치의 이야기》를 출간하였다.

### 룀의 최후
룀은 뮌헨의 스타엘하임 형무소에 수감되었다. 7월 1일 다하우 강제 수용소의 소장 테오도어 아이케와 그의 친위대 부관 미카엘 리퍼트이 룀이 수감된 방을 찾았다. 둘 중 한 명이 브라우닝 권총에 실탄 한 발을 넣고 룀에게 건내주며 스스로 목숨을 끊던지 그렇지 않으면 10분 뒤 처형하겠다고 말했다. 룀은 "나를 죽이고 싶다면 히틀러가 직접 와서 죽여라"고 말하며 자살을 거부했다. 아이케와 리퍼트는 룀을 죽였다. 1957년 리퍼트는 룀의 살해 혐의로 뮌헨의 법정에 섰고 18개월의 징역을 선고받았다.

## 여파

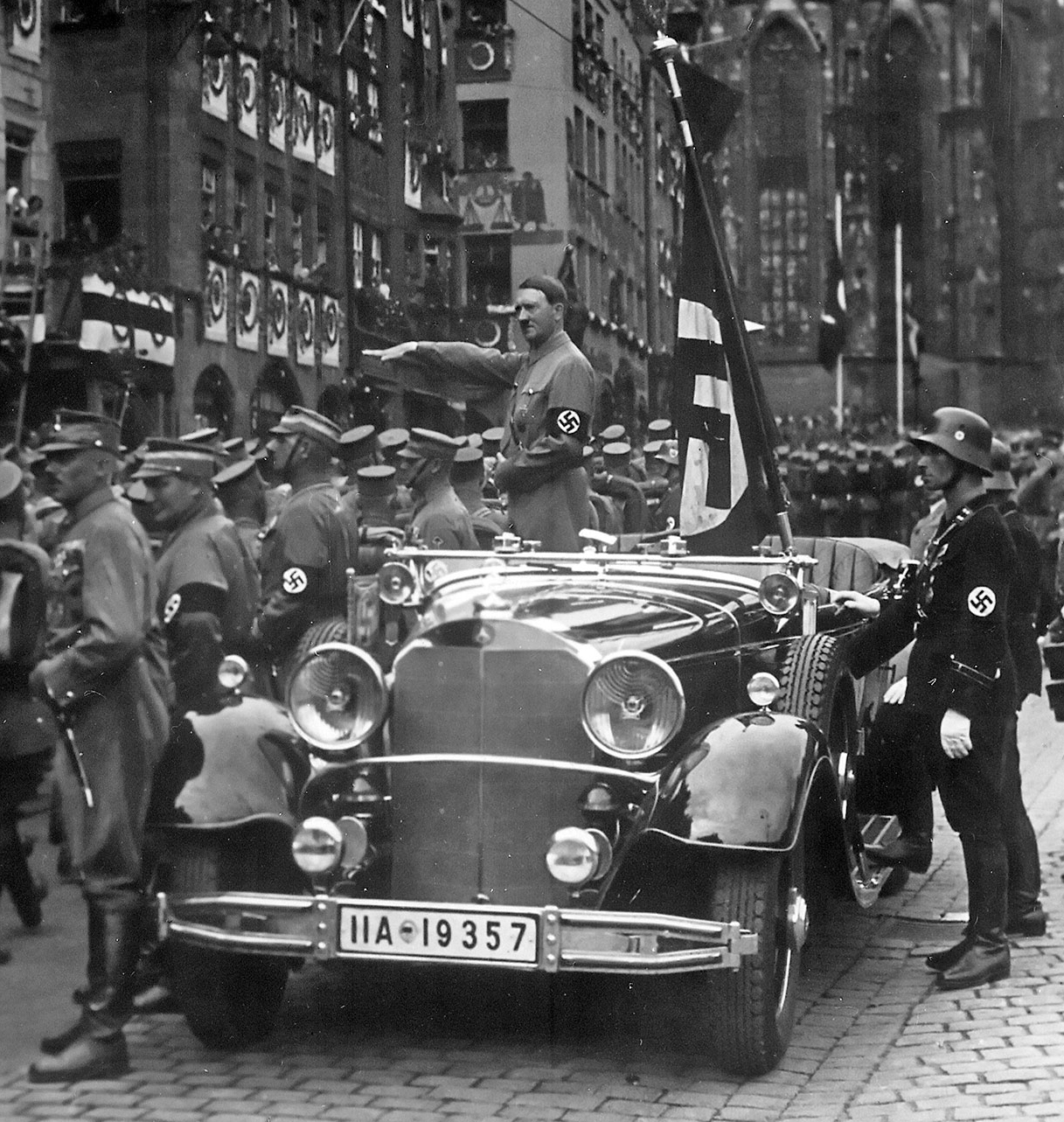
히틀러는 1934년 8월 총통(Führer, 퓌러)가 되어 절대권력을 움켜쥐었다. 1935년 사열하는 히틀러의 모습

너무나 많은 유명 인사들이 살해되었기 때문에 히틀러는 이 사건을 조용히 묻어 둘 수 없었다. 처음에는 사건 이후의 대처 방안은 일괄적이지 않았다. 사건 직후 괴링은 경찰청에 지난 이틀간의 모든 사건 문서를 불태우라고 지시하였다. 그 사이 괴벨스는 사건의 전모가 언론에 보도되는 것을 막으면서 7월 2일 라디오 연설에서 히틀러가 어떻게 룀의 국가 전복 음모를 간신히 막아내었는 지 선전하였다.
1934년 7월 13일 히틀러는 방송에 나와 숙청을 정당화하는 연설을 하였다.
만일 누군가 나에게 왜 정상적인 사법 절차를 거치지 않았냐고 비난한다면 이렇게 말할 수 있다. 지금 이 순간 나는 독일 민중의 운명을 책임지고 있으며 그에 따라 독일 민중의 최종 심판자가 되었다. 나는 반란 수괴에 대해 총살을 명령했고 우리의 일상생활이라는 우물에 독을 풀고 있는 궤양을 지져 없애라 명령하였다. 이제 국가의 모두가 그 누구도 우리 내부에 서 위협을 가할 수 없다는 것을 알게하자! 그 누구도 자신의 손으로 국가를 공격하면 확실한 죽음만이 따를 뿐이란 것을 알게 될 것이다!

장검의 밤 사건 동안 있었던 학살은 사후적으로 법적 정당성을 확보하였다. 히틀러는 7월 3일 내각 회의에서 "6월 30일부터 7월 2일 사이에 있었던 반란에 대한 공격은 국가 자위법에 따라 합법"이라고 선언하였다. 바이레인주 법무장관이었다가 막 연방정부 법무장관으로 승진한 프란츠 귀르트너는 히틀러의 이러한 주장을 뒷받침하기 위한 법률 작업을 진두 지휘하며 자신의 충성심을 과시하였다. 히틀러와 귀르트너, 그리고 내무장관 빌헬름 프리크가 서명한 "국가자기방어보장법"은 숙청 과정에서 있었던 살인을 사면하는 조항을 담았다. 한때 중도적 입장을 취하였으나 1933년 나치 부역자로 돌아선 법학자 카를 슈미트는 〈총통은 법 위에 있다〉는 논문을 써서 히틀러의 이와 같은 주장을 옹호하였다.
친위대 장군 프란츠 브라이타우프트는 살해된 돌격대원의 유족에 대한 기금을 마련하여 지위에 따라 사망자의 부인일 경우 매 월 1천에서 1천6백 마르크 정도의 연금을 지급하였다. 이에 따라 쿠르트 폰 슐라이허의 양녀는 21세가 될 때까지 매월 2백5십 마르크를 받았고 폰 브레도 장군의 아들은 150 마르크를 받았다.

### 돌격대
숙청에도 불구하고 돌격대를 해산시킬 수는 없었다. 1934년 기준 등록된 돌격대원의 수는 약 2백9십만 명을 헤아리고 있었기 때문이다. 히틀러는 룀을 대신하여 빅토르 루츠에게 돌격대를 맡기고 "동성애, 타락, 술주정, 방탕한 생활"을 척결하라고 지시하였다. 히틀러는 보다 규율이 엄정하고 자신만을 위해 충성할 친위대를 육성하면서 돌격대의 수를 줄여 나갔고 1938년 4월이 되면 돌격대원의 수는 1백2십만 여 명으로 줄어들게 된다. 그러나 돌격대는 여전히 나치당의 가장 규모가 큰 준군사조직이었으며 제2차 세계 대전 기간 동안에도 전력의 한 축을 담당하였다.

### 반응

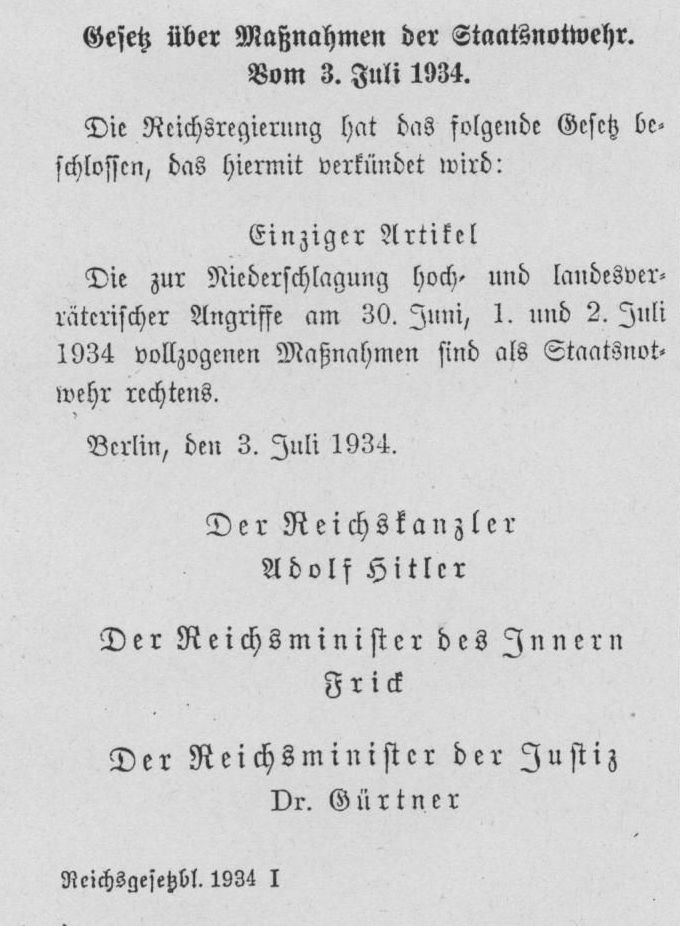
1934년 7월 3일 발표된 국가비상방위법

독일 국가방위군은 살해된 인물들 가운데 군의 요직에 있던 쿠르트 폰 슐라이허와 페르디난트 폰 브레 등이 포함되어 있었음에도 거의 만장일치로 장검의 밤을 지지하였다. 군의 최고 통수권자인 힌덴부르크 앞으로 보내진 전보에서 지휘부는 히틀러가 "반란의 싹을 제거"한 것에 "깊은 감사"를 표하였다. 폰 라이헤나우 장군은 슐라이허가 정부를 전복시키고자 하는 음모를 꾸몄다고 거짓 진술하였고 히틀러는 룀과 슐라이허 둘 모두 프랑스로부터 자금을 받았다고 주장하여 나치당이 선동하던 배후중상설을 기정 사실인냥 꾸몄다. 슐라이허는 평소 프랑스 대사 앙드레 프랑수아-퐁세와 친밀하게 지냈기 때문에 대중은 나치의 이런 주장을 확고한 사실로 받아들였다. 그러나 히틀러의 프랑스 배후설이 사실이라면 반드시 했어야 할 프랑수아-퐁세에 대한 기피 인물 지정은 이루어지지 않았다.
장검의 밤 이후 히틀러는 총통으로서 정치적 권력을 완전히 장악할 수 있었을 뿐만 아니라 돌격대의 자율적 권한을 박탈하고 군의 전폭적 지지를 확인함으로써 군사력에 대해서도 누구도 넘볼 수 없는 권위를 획득하게 되었다. 나치에 반대하였던 군 출신의 에르빈 플랑크는 친구였던 베르너 폰 프리치 장군에게 "이 사태를 제대로 살피지 못한다면 당신도 조만간 같은 운명에 처할 것"이라고 경고하였다.
괴벨스의 언론 통제와 선전 선동에 힘입어 다수의 사람들이 장검의 밤을 통해 나치가 독일을 혼돈의 위기에서 구했다는 생각을 하였다. 함부르크의 학교 교사 루이스 솔미츠는 일기에 "히틀러가 보여준 개인적 용기와 결정력, 효율성"에 감동하였음을 적고 있다. 솔미츠는 히틀러를 18세기 프로이센의 프리드리히 대왕에 비견하였다. 그러나 모두가 이렇게 생각한 것은 아니었다. 인문학자 빅토르 클렘페러는 많은 희생자들이 죽는 그 순간에도 히틀러가 휘두른 권력이 짠 각본에 따라 움직였을 뿐이며 히틀러는 "자신의 사병을 처형"하라는 명령을 "그리도 쉽게" 내렸고 모두들 그저 "침묵 속에 명령에 순응"할 뿐이라고 일기에 적었다. 게슈타포가 암약하는 가운데 히틀러에 대한 불만을 겉으로 드러내는 사람은 없었다.
극소수이긴 하지만 쿠르트 폰 하머스타인-에쿠오르트나 아우구스트 폰 마켄센과 같이 슐라이허의 복권을 요구하는 군 장성이 있기는 하였다. 7월 18일 둘은 여전히 대통령의 지위에 있던 힌덴부르크에게 슐라이허의 복권을 요청하는 메모에서 히틀러가 전횡을 휘두르며 살해를 일삼는 것을 막을 수 없다면 조국 독일의 앞날을 걱정하는 충성스런 장교들은 모두 마지막 숨을 거두게 될 것이라 주장하였다. 힌덴부르크는 이 메모에 응답하지 않았고 실제 메모를 보았는 지도 불분명하다. 당시 힌덴부르크의 비서였던 오토 마이스너는 나치당이 대통령을 감시하기 위해 붙여두었던 자였고, 힌덴부르크에게 전달되는 모든 서류를 검열하였기 때문이다. 그러나 이렇게 공개적으로 군장성의 살해에 불만을 표출한 경우 마저도 히틀러가 과격한 측근에 휘둘렸을 것이라 생각할 뿐 정부 수반 스스로가 이런 학살을 지시하였다고는 생각치 못하였다.
군장성 일부가 억울한 죽음을 호소하자 히틀러는 이들을 다독일 필요가 있었다. 장검의 밤 이후 슐라이허와 브레도는 프랑스의 사주를 받은 반역자로 선전되었으나 1935년 1월 3일 베를린 국립 오페라 극장에서 행해진 연설에서 히틀러는 둘에 대한 처형이 "오인"에 의한 것이었다고 한 발 물러서고 이들을 복권하였다 히틀러의 이러한 연설은 대중에게는 공개되지 않았으며 군지휘부에게만 전달되었다. 그러나 이러한 조치는 군을 회유하기 위한 것일 뿐이어서 나치 내부에서는 여전히 슐라이허가 반역을 저질렀다고 규정하였다. 1935년 1월 바르샤바를 방문한 괴링은 폴란드 외교관 얀 젬베크에게 슐라이허는 1933년 이래로 프랑스와 소련의 지원을 받았던 반역자였다고 주장하였다. 히틀러 역시 슐라이허에 대한 처형이 정당했다는 생각을 고수하고 있었다. 1935년 5월 22일 폴란드 외교관 조제프 리프스키를 만난 자리에서 히틀러는 슐라이허가 라팔로 조약의 고수를 주장하며 소련에 동조하였기에 총살되었다고 주장하였다. 이러한 주장들은 다분히 폴란드에 대한 독일의 의중을 감추기 위한 것이었다. 1939년 발간된 폴란드의 외교 백서는 슐라이허 처형을 그가 소련과 협력하여 폴란드를 분할하고자 하였기 때문이라고 파악하고 있었지만, 실제 독일과 소련의 폴란드 분할 점령을 기획하고 있었던 자는 다름아닌 히틀러였다.
독일 혁명으로 퇴위되어 네덜란드에 머무르고 있던 전 황제 빌헬름 2세는 숙청 소식에 충격을 받고 "내가 이런 일을 했다면 독일인들이 뭐라고 했을 것 같나?"고 하면서 "우리는 모두 법의 지배 안에서 살고 있지만 이제 나치가 그 울타리를 뛰쳐 나오는 사태에 대비해야 할 것"이라고 평가하였다.

## 같이 보기
- 수정의 밤

## 참고 문헌
- Bessel, Richard (1984). 《Political Violence and the Rise of Nazism: The Storm Troopers in Eastern Germany 1925–1934》. New Haven, CT: Yale University Press. ISBN 978-0-300-03171-3.
- Bullock, Alan (1958). 《Hitler: A Study in Tyranny》. New York: Harper.
- Collier, Martin; Pedley, Phillip (2005). 《Hitler and the Nazi State》. New York: Harcourt. ISBN 978-0-435-32709-5.
- Cook, Stan; Bender, Roger James (1994). 《Leibstandarte SS Adolf Hitler: Uniforms, Organization, & History》. San Jose, CA: James Bender Publishing. ISBN 978-0-912138-55-8.
- Evans, Richard (2005). 《The Third Reich in Power》. New York: Penguin Group. ISBN 978-0-14-303790-3.
- Fest, Joachim (1974). 《Hitler》. New York: Harcourt. ISBN 978-0-15-602754-0.
- Frei, Norbert (1987). 《National Socialist Rule in Germany: The Führer State 1933–1945》. Oxford: Oxford University Press. ISBN 978-0-631-18507-9.
- Gilbert, Gustave (1995). 《Nuremberg Diary》. New York: Da Capo Press – reprinted with arrangement of original publishers Farrar, Straus & Giroux. ISBN 0-306-80661-4.
- Gallo, Max (1972). 《The Night of the Long Knives》. New York: Harper & Row. ISBN 9780060113971.
- Höhne, Heinz (1970). 《The Order of the Death's Head: The Story of Hitler's SS》. New York: Coward-McCann. ISBN 978-0-14-139012-3.
- Johnson, Paul (1991). 《Modern Times – the World from the Twenties to the Nineties》. New York City: HarperCollins. ISBN 978-0-06-016833-9.
- Kershaw, Ian (1999). 《Hitler: 1889–1936 Hubris》. New York: W. W. Norton & Company. ISBN 978-0-393-32035-0.
- Kershaw, Ian (2001). 《The "Hitler Myth": Image and Reality in the Third Reich》. Oxford: Oxford University Press. ISBN 978-0-19-280206-4.
- Kershaw, Ian (2008). 《Hitler: A Biography》. New York: W.W. Norton & Company. ISBN 978-0-393-06757-6.
- Klemperer, Victor (1998). 《I Will Bear Witness: The Diaries of Victor Klemperer》. New York: Random House. ISBN 978-0-679-45696-4.
- Macdonogh, Giles (2001). 《The Last Kaiser: William the Impetuous》. London: Weidenfeld & Nicolson. ISBN 978-1-84212-478-9.
- O'Neill, Robert (1967). 《The German Army and the Nazi Party 1933–1939》. New York: James H. Heineman. ISBN 978-0-685-11957-0.
- Reiche, Eric G. (2002). 《The Development of the SA in Nürnberg, 1922–1934》. Cambridge: Cambridge University Press. ISBN 978-0-521-52431-5.
- Schoenbaum, David (1997). 《Hitler's Social Revolution: Class and Status in Nazi Germany, 1933–1939》. W. W. Norton & Company. ISBN 978-0-393-31554-7.
- Schwarzmüller, Theo (1995). 《Zwischen Kaiser und "Führer": Generalfeldmarschall August von Mackensen, eine politische Biographie》. Dtv (독일어). Paderborn. ISBN 978-3-423-30823-6.
- Shirer, William L (1960). 《The Rise and Fall of the Third Reich》. New York: Simon and Schuster. ISBN 978-0-671-72868-7.
- Speer, Albert (1995). 《Inside the Third Reich》. London: Weidenfeld & Nicolson. ISBN 978-1-84212-735-3.
- Spielvogel, Jackson J. (1996). 《Hitler and Nazi Germany: A History》. New York: Prentice Hall. ISBN 978-0-13-189877-6.
- Toland, John (1976). 《Adolf Hitler: The Definitive Biography》. New York: Doubleday. ISBN 978-0-385-42053-2.
- Wheeler-Bennett, John (1967). 《The Nemesis of Power: The German Army in Politics 1918–1945》.
- Wheeler-Bennett, John (2005). 《The Nemesis of Power: The German Army in Politics 1918–1945》 2판. Palgrave Macmillan. ISBN 978-1-4039-1812-3.
- Williams, Max (2001). 《Reinhard Heydrich: The Biography, Volume 1 – Road To War》. Church Stretton: Ulric Publishing. ISBN 978-0-9537577-5-6.
- Von Papen, Franz (1953). 《Memoirs》. London: Dutton. ASIN B0007DRFHQ.
- Evans, Richard J. (2004). 《The Coming of the Third Reich》. New York: Penguin Group. ISBN 978-0-14-303469-8.
- Maracin, Paul (2004). 《The Night of the Long Knives: 48 Hours that Changed the History of the World》. New York: The Lyons Press. ISBN 978-1-59921-070-4.
- Mau, Herman (1972). 〈The 'Second Revolution' – June 30, 1934〉.   Holborn, Hajo. 《Republic to Reich: The Making of the Nazi Revolution》. New York: Pantheon Books. ISBN 978-0-394-47122-8.
- Tolstoy, Nikolai (1972). 《Night of the Long Knives》. New York: Ballantine Books. ISBN 978-0-345-02787-0.
- Wiskemann, Elizabeth (June 1964). “The Night of the Long Knives”. 《History Today》. 14권 6호. 371–380쪽.
- Zierenberg, Malte (2018년 11월 12일). 〈Verrat und Volksgemeinschaft. Der Fall Ernst Röhm〉.   Krischer, André. 《Verräter》 (독일어). Köln: Böhlau Verlag. 281–296쪽. doi:10.7788/9783412511920.281. ISBN 978-3-412-22186-7.
- “Röhm-Putsch” (독일어). Deutsches Historisches Museum (DHM), German Historical Museum. 2012년 5월 15일에 확인함.
- “The German Churches and the Nazi State”. United States Holocaust Memorial Museum. 2015년 6월 6일에 확인함.
- 《The Waffen-SS》. Gladiators of World War II. World Media Rights. 2002.